# Goworowo
Goworowo è un comune rurale polacco del distretto di Ostrołęka, nel voivodato della Masovia.
Ricopre una superficie di 218,93 km² e nel 2004 contava 8 767 abitanti.